# Epiblema benignatum
Epiblema benignatum es una especie de polilla del género Epiblema, familia Tortricidae. Fue descrita científicamente por McDunnough en 1925.
Vuela de mayo a junio. La larva se alimenta de Artemisia vulgaris y otras especies del género. Se encuentra en Canadá desde Manitoba al estado de Washington y en Estados Unidos hasta Nuevo México y California.